# Heuliez Bus
Heuliez Bus – francuskie przedsiębiorstwo branży motoryzacyjnej zajmujące się produkcją nadwozi autobusowych, należące do grupy CNH Industrial. Siedziba przedsiębiorstwa mieści się w Rorthais, w gminie Mauléon.
Przedsiębiorstwo założone zostało w 1980 roku jako spółka zależna firmy Heuliez, która produkowała autobusy od 1932 roku. W 1991 roku Heuliez Bus stał się własnością Renault i Volvo, w 1998 roku Renault stało się jedynym udziałowcem. W roku następnym Heuliez Bus został włączony do nowo powołanej spółki Irisbus, której udziałowcami było Renault i Iveco. Od 2003 roku Iveco posiadało 100% udziałów w spółkach Irisbus i Heuliez Bus. W 2011 roku Iveco, wraz ze spółką Heuliez Bus, stało się częścią grupy Fiat Industrial. Od 2013 roku obie spółki należą do CNH Industrial.
W latach 1976–2013 wyprodukowanych zostało 16 690 autobusów marki Heuliez. Głównymi dostawcami podwozi były Iveco (6623 podwozia) oraz Renault (6535). Pozostałe autobusy powstały na podwoziach Mercedes-Benz (1477), Peugeot (1167), Volvo (864) oraz DAF (24).
W 2013 roku Heuliez Bus zatrudniał 435 pracowników.